# Biernaty Średnie
Biernaty Średnie – wieś sołecka w Polsce położona w województwie mazowieckim, w powiecie łosickim, w gminie Łosice.
Wierni Kościoła rzymskokatolickiego należą do parafii Trójcy Świętej w Łosicach.
W latach 1975–1998 miejscowość administracyjnie należała do województwa bialskopodlaskiego.